# Ludbreg
Ludbreg (tyska: Lubring) är en kommun och stad i Kroatien. Kommunen har 8 668 och staden 3 465 invånare (2001). Ludbreg ligger nära floden Drava i Varaždins län, halvvägs mellan Varaždin och Koprivnica, i den historiska regionen Podravina. I Kroatien är orten en känd vallfärdsort.

## Orter i kommunen
Ludbreg utgör huvudorten i kommunen med samma namn. I kommunen finns förutom Ludbreg följande orter: Apatija, Bolfan, Čukovec (Ludbreg), Globočec Ludbreški, Hrastovsko, Kućan Ludbreški, Ludbreg, Segovina, Selnik, Sigetec Ludbreški, Slokovec och Vinogradi Ludbreški.

## Historia
Enligt legenden är staden uppkallad efter en burgundisk korsfarare vid namn Lodbring som istället för att återvända hem efter ett korståg till det heliga landet slog sig ner i området där staden idag ligger. Enligt denna muntliga legend, som inte kan styrkas med några historiska dokument, kallade den lokala befolkningen honom för Ludbring vilket senare kom att förvrängas till Ludbreg.
Arkeologiska fynd visar att området där Ludbreg idag ligger har bebotts av pannonierna (en illyrisk folkstam) och kelter. År 4-6 e.Kr. intogs området av romarna som lät uppföra befästningen Iovi. Med tiden kom ett samhälle, föregångaren till dagens Ludbreg, att utvecklas runt befästningen. I slutet av folkvandringstiden på 600-700-talet slog sig slaverna (dagens kroater) ner i området.
1244 nämns Ludbreg för första gången i ett skrivet dokument utfärdat av den kroatisk-ungerske kungen Béla IV. I detta dokument, där staden benämns under namnet Transit aquam Bugne-Bednja, framgår att kungen förlänar Ludbreg med omgivningar till den adliga familjen Cer. 1461 benämns Ludbreg som köpstad.

## Vallfärdsorten Ludbreg
I Kroatien är Ludbreg en vallfärdsort sedan 1400-talet. Under en gudstjänst 1414 såg en präst hur vinet i nattvardsbägaren förvandlades till blod. Efter det började pilgrimer vallfärda till den kyrka där undret ägt rum. År 1513 utsåg påven Leo X Ludbreg till den Heliga treenighetens vallfartsort i Kroatien.

## Arkitektur och stadsbild

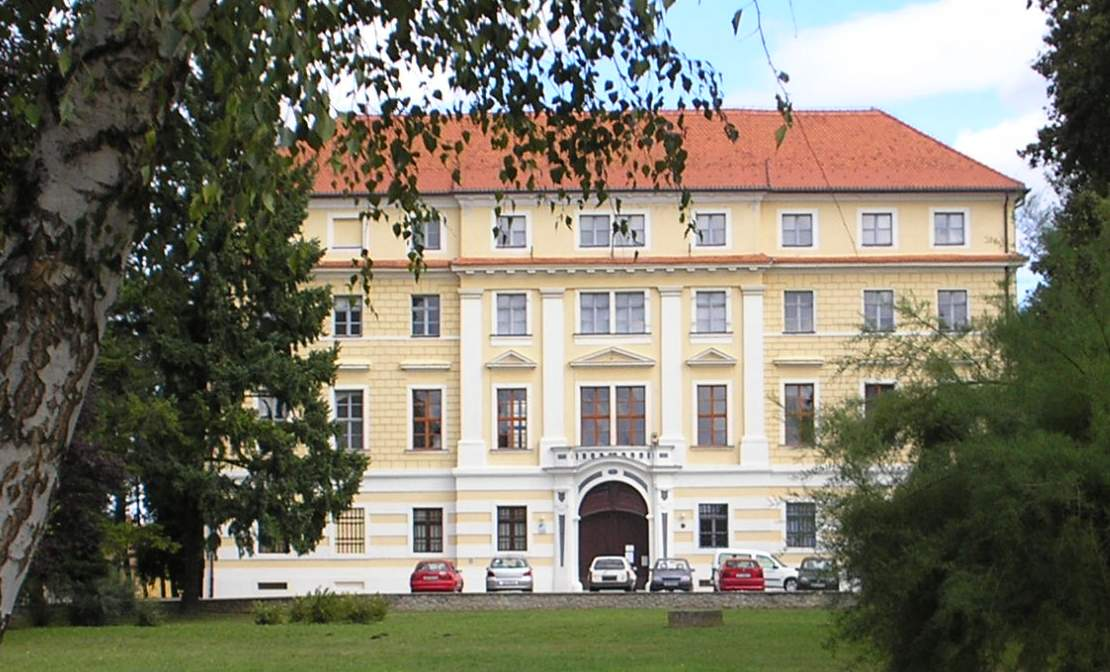
Slottet Batthyany

Slottet Batthyany som är byggt i barockstil och klassicistisk stil bär sina anor från 1320. Det är sedan dess om- och tillbyggt och rymmer idag kroatiska restaureringsinstitutets verkstäder. Slottet är sedan 1939 i staden Ludbregs ägo.
Den Heliga treenighetens kyrka som var omnämnd redan 1334 var ursprungligen byggd i gotisk stil. Den är idag i barockstil och har fresker av Mirko Rački. Portiken från 1779 är typisk för pilgrimskyrkorna i Kroatien.

## Kommunikationer
Vid Ludbreg finns anslutningsväg till motorvägen A4 som i sydvästlig riktning leder mot huvudstaden Zagreb och i nordöstlig riktning mot Varaždin, Čakovec och den ungerska gränsen.